# Alec Baldwin
Alexander Rae "Alec" Baldwin III (født 3. april 1958, Long Island, New York) er en amerikansk skuespiller, manuskriptforfatter, komiker og filmproducer.
Han debuterede som skuespiller i tv-serien The Doctors i 1980, og har siden spillet med i over 60 tv-serier og spillefilm. Han har også tre brødre som ligeledes er skuespillere; Daniel, Stephen og William.
Fra august 1993 til februar 2002 var han gift med skuespillerinden Kim Basinger, og de fik sammen datteren Ireland "Addie" Eliesse i 1995.
Den 21. oktober 2021, i forbindelse med indspilning af filmen Rust på Bonanza Creek Ranch i Santa Fe, New Mexico, skød Baldwin med en rekvisit-pistol og dræbte den 42-årige filmfotograf Halyna Hutchins og sårede instruktøren Joel Souza i skulderen.

## Filmografi
| - BlacKkKlansman (2018) - A Star Is Born (2018) - Mission: Impossible - Fallout (2018) - The Boss Baby (2017) - Paris må vente (2017) - Blind (2017) - Concussion (2015) - Mission: Impossible - Rogue Nation (2015) - Jeg er stadig Alice (2014) - Blue Jasmine (2013) - De eventyrlige vogtere (2012) - Rock of Ages (2012) - To Rome with Love (2012) - Det' indviklet (2009) - Lymelife (2008) - Suburban Girl (2007) - The Good Shepherd (2006) - Fun with Dick and Jane (2005) - The Aviator (2004) - Katten (2003) | - The Cooler (2003) - Final Fantasy: The Spirits Within (2001) - Pearl Harbor (2001) - State and Main (2000) - Kodenavn: Mercury (1998) - Rivalerne (1997) - Besat af fortiden (1996) - Nævningen (1996) - The Getaway (1994) - The Shadow (1994) - Skinnet bedrager (1993) - Sælger til salg (1992) - Brændende kærlighed (1991) - Jagten på Røde Oktober (1990) - Beetlejuice (1988) - Noget for noget (1988) - Working Girl (1988) - Gift med mafiaen (1988) - Næsten voksen (1988) |